# 天主教古比奥教区
天主教古比奧教區（拉丁語：Dioecesis Eugubina）是天主教會在義大利的一個教區。屬佩魯賈-皮耶韋城總教區。
教區最早有文獻記載的主教出現於416年教宗諾森一世的信函中。教區包括佩魯賈省北部和佩薩羅-烏爾比諾省南部。2006年有教友47,200人，佔轄區總人口98.3%。教區下轄三十九個堂區，有四十七名司鐸。現任教區主教為馬里奧‧柴可貝黎。